# Club Argentino de Lomas
Club Argentino de Lomas – argentyński klub piłkarski z siedzibą w mieście Temperley należącym do zespołu miejskiego Buenos Aires.

## Historia
Klub Argentino de Lomas założony został w 1905 roku. W 1915 roku klub zmienił nazwę na Argentino de Banfield. W 1922 roku uzyskał awans do pierwszej ligi mistrzostw organizowanych przez federację Asociación Argentina de Football. W swym pierwszoligowym debiucie w 1923 roku Argentino de Banfield zajął 20. miejsce.
W 1924 roku klub zajął w lidze 11. miejsce, po czym w 1925 i 1926 roku dwa razy z rzędu 6. miejsce – najlepsze w historii pierwszoligowych występów. W 1927 roku doszło do połączenia konkurencyjnych federacji, jednak klub Argentino de Banfield nie uzyskał prawa gry w połączonej lidze. Jednocześnie w tym samym roku udało się awansować z drugiej ligi.
W 1928 roku Argentino de Banfield zajął 26. miejsce, a w 1929 15. miejsce w grupie B (czyli łącznie 29-30. miejsce). W 1930 roku równie odległe 30. miejsce. W 1931 roku część klubów pod egidą federacji Liga Argentina de Football założyło ligę zawodową. Klub Argentino de Banfield pozostał w lidze amatorskiej organizowanej przez uznawaną przez FIFA federację Asociación Argentina de Football.
W 1931 klub po rozegraniu 9 meczów zmienił nazwę. Ostatni raz jako Argentino de Banfield zagrał 30 sierpnia z CA Nueva Chicago, remisując 2:2. W dniu 12 września klub zagrał już pod nazwą Argentino de Lomas w meczu z klubem Estudiantil Porteño Ciudadela, przegranym 0:2. W lidze Argentino de Lomas zajął przedostatnie 15. miejsce.
W 1932 roku Argentino de Lomas połączył się z klubem CA Temperley i pod nazwą Argentino de Temperley zajął w lidze 14. miejsce. Następnie w 1933 było 10. miejsce, a w 1934 15. miejsce. W 1935 doszło do rozpadu i klub wrócił do nazwy Argentino de Lomas. W tym samym roku doszło do połączenia konkurencyjnych federacji, jednak klub Argentino de Lomas nie uzyskał prawa gry w połączonej lidze. Nigdy już nie zdołał awansować do pierwszej ligi.
W ciągu 11 sezonów spędzonych w pierwszej lidze (w tm 3 sezony jako Argentino de Temperley) klub rozegrał 261 meczów (73 jako Argentino de Temperley), z których wygrał 78 (23 jako Argentino de Temperley), zremisował 61 (20 jako Argentino de Temperley) i przegrał 122 (30 jako Argentino de Temperley), uzyskując 217 punktów (66 jako Argentino de Temperley). Klub zdobył 335 bramek (91 jako Argentino de Temperley) i stracił 446 bramek (121 jako Argentino de Temperley).